# Hiobs Spiel
Hiobs Spiel ist ein Romanzyklus des deutschen Schriftstellers Tobias O. Meißner. Der Protagonist Hiob Montag muss in einem grotesken Spiel mit dem Teufel diverse Grausamkeiten verrichten, um die erforderliche Punktzahl zum Sieg über den Höllenfürsten zu erlangen.
Das Projekt ist laut Meißner auf 50 Jahre angelegt, die Anzahl der Bände dabei nicht benannt. Mit Frauenmörder erschien 2002 der erste Teil der Serie im Eichborn Verlag. Der zweite Teil mit dem Titel Traumtänzer wurde im Jahr 2006 veröffentlicht. Der dritte Teil Verlierer erschien 2012 im Golkonda-Verlag, in dem auch die ersten beiden Bände neu aufgelegt werden.

## Handlung
Der Künstler und praktizierende Magier Hiob Montag hat sich auf ein Spiel gegen den NuNdUuN genannten Teufel eingelassen. Darin gilt es, verschiedene übernatürliche Phänomene, „Prognostica“ genannt, zu bekämpfen und zu vernichten. Seine Erfolge werden dabei mit Punkten belohnt. Hiob benötigt 78, um das Spiel zu gewinnen und NuNdUuN als Herrscher über das „Wiedenfließ“, einer höllenartigen Parallelwelt, abzulösen. Wie Hiob im Laufe des Romans erfährt, liegt der Rekord, gehalten von einem chinesischen Bauernmädchen, bei 17 Punkten. Mit jedem besiegten Prognosticum steigt Hiobs Kraft und nehmen seine Fähigkeiten zu.
Hiobs Handeln liegen jedoch keine rein edlen Motive zu Grunde. Als Charakter ein ausgesprochener Misanthrop, der „das Töten für eine sozial-historische Grundkonstante in zwischenmenschlichen Verhaltensmustern“ hält, findet sich Hiobs Intention in einem genetischen Fehler seines Stoffwechsels, der ihn das Leid der Welt am eigenen Leibe fühlen lässt. Dennoch verkörpert Hiob die moralische Instanz des Romans.
Hiobs Spiel führt ihn durch die ganze Welt: vom Berlin der 1990er Jahre u. a. nach Kolumbien, in die USA und ins ländliche Bayern der Vergangenheit. Hiobs Verbindung zum Wiedenfließ ist Widder/Aries, ein Sukkubus und Hiobs persönliches Sexspielzeug. Sie bringt ihm die Aufgaben und leitet Hiobs Nachrichten ans Wiedenfließ weiter.

## Form
Die Bücher zeichnen sich durch einen variablen Schreibstil aus, der im ständigen Wandel begriffen von poetischen Formulierungen, über bissigen Humor, bis hin zum Splatterhaftem reicht. Ähnlich verhält es sich mit dem Layout, das von Seite zu Seite zwischen einfachen Typographieabweichungen, ausgestrichenen Textpassagen oder Spaltenanordnungen wechselt. Ähnliches tat Meißner bereits in seinem Debüt Starfish Rules von 1997. Meißner besteht darauf, dass die Bücher dieser Reihe nur oberflächlich lektoriert werden.

## Rezeption
Die Literaturkritiken zu Meißners Werk waren weitestgehend positiv. Negativ bewertet wurden vor allem die Schilderung von Gewalt – auch an Kindern – und der ständige Wechsel von Stil und Typographie.
So schrieb Richard Kämmerlings für die Frankfurter Allgemeine Zeitung, Meißner etabliere sich bereits mit dem ersten Roman dieser auf lange Zeit angelegten Reihe „als eine wichtige Stimme der jüngeren deutschen Literatur“. Die teilweise bis ins Absurde getriebene Gewaltdarstellung erinnere an de Sade, aber auch an Burroughs oder Easton Ellis und würde damit zur „Prüfung für empfindliche Leser“. Meißners Konzept, seine detaillierten Gewaltschilderungen „durch eine flapsige Dialogregie in Hollywood-Manier kontrastierend zu verstärken“, ginge nicht immer ganz auf. Auch „die Experimente mit Satz und Typographie, ein wahres Inferno des Layout-Programms“, wirkten oftmals nur albern.
Tobias Rüther nannte in der Süddeutschen Zeitung die Übertretung von Schmerzgrenzen in Hiobs Spiel als „wohlkalkuliert und effektheischend“, bemängelte aber Meißners Unvermögen die häufigen Stilwechsel zwischen „altertümelndem Pathos und Kalauern voller Neologismen und trivialkulturellem Schwulst“ miteinander in Einklang zu bringen.
Marcel Dykiert bezeichnete Meißner in einer Rezension auf x-zine als „Autor mit einer so hohen Sprachbegabung, daß er allemal das Zeug hat, ein Kultautor zu werden“. Über den Roman schrieb er, er sei „ein Alptraum, aus dem man eigentlich gerne aufwachen würde, aber man gerät doch in seinen Bann. In dem Buch ist nichts angenehm oder erfreulich, aber es ist ehrlich und trotz des phantastischen Hintergrundes schlicht wahr“.
Im Rezensionsforum literaturkritik.de schrieb Ursula Homann hingegen, der Roman gebe gedanklich wenig her. „Meißners groteske Schilderungen, bei denen er sich mit Vorliebe einer vulgären und schnoddrigen Sprache bedient, bieten keine neuen Perspektiven und bereichern die Diskussion um das Hiob-Problem um keinen Deut.“ Ob der Roman wirklich der suggerierte Blick in den Spiegel ist, bliebe fragwürdig.
Meißner selbst bezeichnet Hiobs Spiel als seine „Missgeburt“, in die er „all seine Alpträume und Schreckensvisionen“ bannt, um nicht „am Elend der Welt langsam aber sicher wahnsinnig zu werden“.